# Marvin Miller (Komponist)
Marvin Miller (* 1988 in Augsburg) ist ein deutscher Komponist und Musiker.

## Leben und Werk
Der Komponist Marvin Miller lebt und arbeitet in Augsburg. Er schrieb u. a. die Musik zu den Filmen Es gilt das gesprochene Wort von İlker Çatak und Das Mädchen mit den goldenen Händen von Katharina Marie Schubert.
Für die Musik zu den Filmen Ballon (Regie: Michael „Bully“ Herbig) und Jim Knopf und die Wilde 13 (Regie: Dennis Gansel), die in Zusammenarbeit mit dem Komponisten Ralf Wengenmayr entstand, erhielten beide Komponisten Nominierungen beim Deutschen Filmpreis 2019 und 2021.

## Filmografie (Auswahl)
- 2014: Die Tote aus der Schlucht
- 2018: Ballon
- 2019: Es gilt das gesprochene Wort
- 2020: Jim Knopf und die Wilde 13
- 2021: Der Boandlkramer und die ewige Liebe
- 2021: Das Mädchen mit den goldenen Händen
- 2021: Tatort: Borowski und der gute Mensch
- 2022: Das Märchen vom Frosch und der goldenen Kugel
- 2023: Das Lehrerzimmer
- 2024: Der Buchspazierer